# 克萊文傑 (密蘇里州)
克萊文傑（英語：Clevenger）是位於美國密蘇里州克萊縣的非建制地區。

## 地理
克萊文傑所處的海拔為高於海平面220米（即722英呎），而該地所採用的時區為UTC-6，即北美中部時區（CST）。同時該地設有夏令時間，為UTC-6調快一小時，即UTC-5（CDT）。